# 羅濟夫卡區

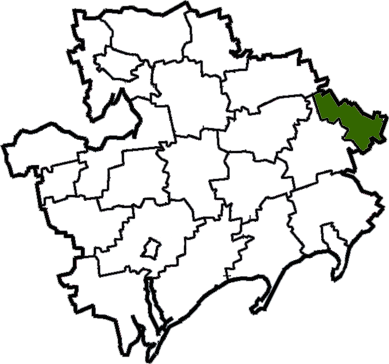
撤销前羅濟夫卡區在扎波羅熱州的位置

羅濟夫卡區（烏克蘭語：Розівський район），曾是烏克蘭的一個區，位於該國東南部，由扎波羅熱州負責管轄，区府設於羅濟夫卡，面積610平方公里，2013年人口9,316，人口密度每平方公里15.27人。
该区在2020年7月18日的乌克兰行政区划改革中被撤销，改革后扎波羅熱州下分为5个区，羅濟夫卡區合并至波洛希區。